# Glovo

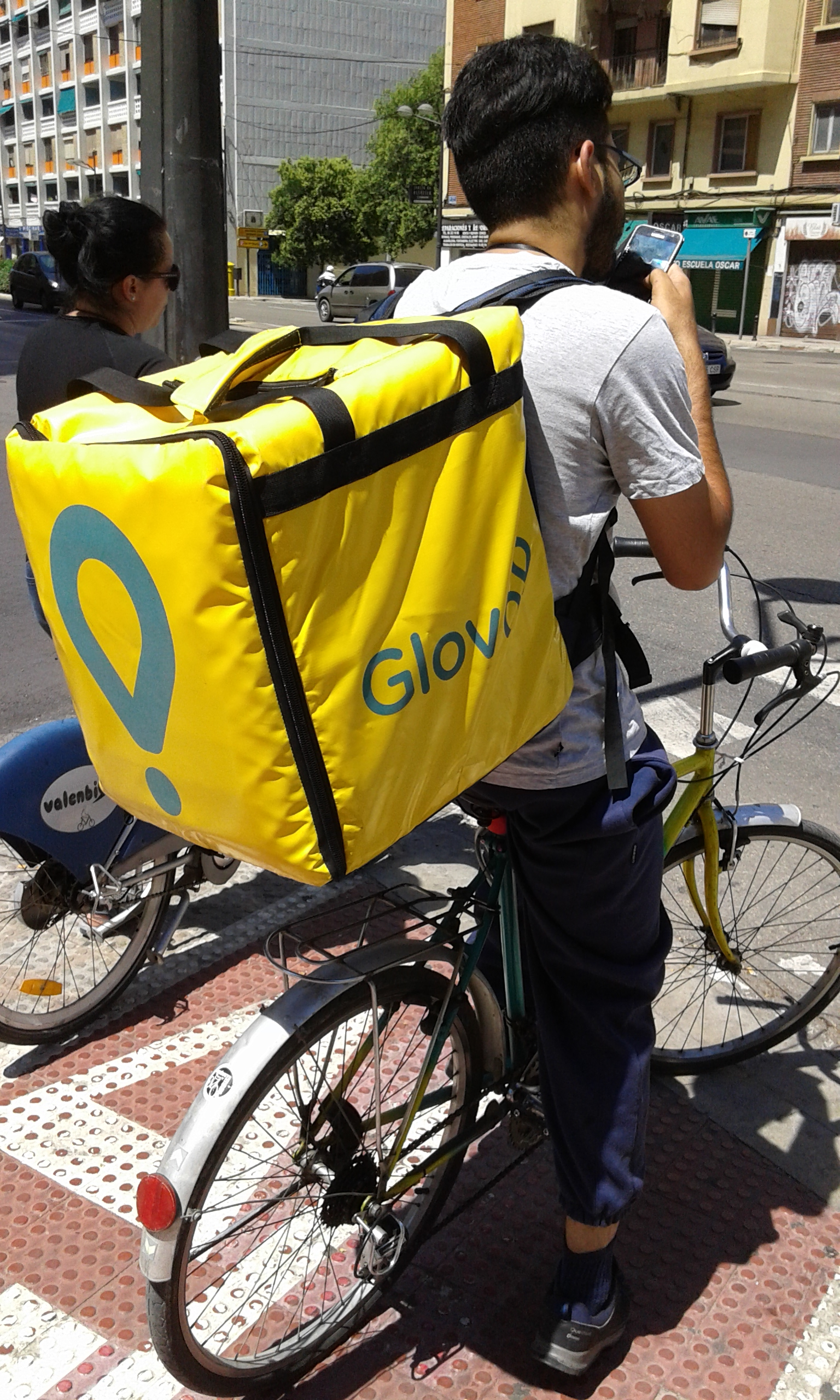
Estafeta

A Glovo é uma aplicação multi-categoria sediada em Espanha, fundada em 2014 por Oscar Pierre e lançada em 2015 juntamente com Sacha Michaud, após uma ronda inicial de financiamento. Desde então, a empresa realizou sete rondas de financiamento, tendo angariado um total de mil milhões de dólares.
Desde meados de 2022, a Glovo faz parte do Delivery Hero Group, uma empresa alemã cotada em bolsa.
Em 2021, a plataforma estava presente em 25 países e em mais de 1500 cidades. A aplicação foi utilizada mensalmente por mais de 170.000 parceiros ativos e 61.000 estafetas ativos.

## Negócio

### História
Em 2014, depois de regressar dos seus estudos no Instituto de Tecnologia da Geórgia, onde descubriu a Postmates, Pierre decidiu criar a sua própria startup que seguisse o modelo da empresa americana.
Pierre e a sua sócia na altura, Marta Ripoll, registaram a empresa GLOVOAPP23 SL em setembro desse mesmo ano. Pouco depois, Ripoll deixa Espanha para estudar. A empresa realizou as suas primeiras reuniões num McDonald's. 
Após uma apresentação a potenciais investidores no programa catalão Conector Startup Accelerator, em 2015, Pierre conheceu Sacha Michaud, uma empresária tecnológica experiente. Na sua primeira ronda de angariação de fundos, a Glovo conseguiu angariar 140 mil euros, principalmente de pequenos investidores privados, o que os ajudou a arrancar.
Inicialmente, a empresa operava apenas nas cidades espanholas de Madrid, Barcelona e Valência. No final de 2015, a Glovo conseguiu fazer a sua primeira expansão internacional em Itália através de novas rondas de financiamento.
Em 2017, a Glovo assinou um acordo de entrega exclusiva com a McDonald's em várias cidades espanholas e italianas e liderou uma ronda de Série B de 25 milhões de euros com a gigante japonesa do e-commerce Rakuten, entre outos.
Em 2019, a Glovo, depois de fechar duas rondas no valor de 150 milhões de euros cada, alcançou uma avaliação que ultrapassou os mil milhões de dólares e, por isso, juntou-se à Cabify como um Unicórnio Espanhol. Nesta altura, a empresa já se tinha expandido para 26 países e oferecia os seus serviços em mais de 200 cidades em todo o mundo.
Em outubro de 2020, num esforço para alcançar a rentabilidade, as restantes operações da Glovo na América Latina foram compradas pela Delivery Hero (DH), uma empresa alemã, num negócio no valor de 272 milhões de dólares, ficando a Glovo apenas com as suas operações no Sul e Leste da Europa. Em setembro de 2022, a Glovo foi multada em 78 milhões de dólares por violações trabalhistas na Espanha.
Em dezembro de 2021, a DH assinou um acordo para se tornar o acionista maioritário da Glovo, adquirindo uma participação adicional de 39,4% na empresa de entregas espanhola. A aquisição foi concluída em julho de 2022 e, desde então, detém uma participação maioritária na Glovo (94%).
Em janeiro de 2022, a empresa declarou ter atingido a neutralidade carbónica, afirmando ser a primeira no seu sector a atingir este objetivo. A Glovo também estabeleceu uma parceria com o mercado de compensação Pachama para comprar créditos de carbono que apoiaram as Concessões de Castanhas do Brasil e os projectos de preservação florestal Madre de Dios no Peru, e o Projeto de Conservação Florestal Jari Pará no Brasil. Isto compensou a pegada de carbono da Glovo em 25pc até ao final de 2020, equivalente a mais de 34.000 toneladas de CO2.
Por último, a empresa estabeleceu uma parceria com o grupo de consultoria de financiamento de carbono South Pole para expandir as suas iniciativas de compensação, de modo a cobrir 100pc das suas emissões. Estas iniciativas incluem a preservação das florestas, a agricultura sustentável, fogões energeticamente eficientes e energias renováveis.

### Número de Funcionários
Em maio de 2023, a Glovo empregava 4.200 pessoas em todo o mundo. Mais de 80.000 condutores independentes fazem entregas através da plataforma.

### Serviços da Plataforma
A Glovo é especializada em logística de último quilómetro, ligando principalmente os utilizadores a empresas e correios, oferecendo serviços a pedido de restaurantes, mercearias e supermercados locais e lojas de retalho através da sua aplicação móvel. Uma das suas propostas de venda exclusivas inclui um botão "Anything" em que os utilizadores podem pedir aos estafetas que levem qualquer coisa à sua porta, desde que caiba no seu saco.
A Glovo também permite que os clientes deixem comentários sobre a qualidade dos serviços prestados pelo parceiro e pelo serviço de entrega.

### Controvérsia
A questão do emprego na economia GIG tem causado muito debate e é uma questão em que a ação nacional e da UE está a ganhar ritmo. Para combater as questões legais relativas aos direitos dos trabalhadores e ao estatuto de emprego, a empresa lançou o The Courier's Pledge em outubro de 2021. A iniciativa foi desenvolvida em parceria com a organização sem fins lucrativos Fairwork Project e, como programa, atualiza os benefícios e as condições para todos os estafetas que fazem entregas através da aplicação Glovo.

## A Glovo em Portugal
A Glovo lançou a sua operação portuguesa a 17 de Outubro de 2017, em apenas uma cidade, com 4 colaboradores e 30 parceiros. Atualmente, está presente em mais de 135 localidades, e trabalha com mais de 11.000 parceiros pelo país, de áreas como restauração, supermercados, tecnologia, saúde e bem estar, entre muitas outras. Em 2020, lançou a sua rede de pequenos armazéns nas áreas de Lisboa e Porto, o Glovo Express, que conta já com 8 armazéns e mais de 70 colaboradores.
Em Janeiro de 2023 foi inaugurada a nova sede no país, com 1.000m2, um novo escritório no Porto, que recebem, diariamente, os mais de 120 colaboradores no país.

## Filantropia

### Impact Fund
Em março de 2023, a Glovo anunciou o Impact Fund, através do qual uma pequena parte de cada encomenda feita através da aplicação é canalizada para projetos de impacto e sustentabilidade. Espera-se que o Impact Fund gere 5 milhões de euros até ao final de 2023.
O projeto apoia comunidades locais, iniciativas de ação climática, a digitalização de pequenas empresas locais, a eliminação do fosso entre homens e mulheres no domínio da tecnologia e a criação de programas de melhoria das competências para os correios. Isto inclui fundos que foram atribuídos a estes projetos desde meados de 2021.

### Ucrânia
Quando a Rússia invadiu a Ucrânia em 24 de fevereiro de 2022, a Glovo foi forçada a suspender as suas operações devido a preocupações de segurança. Menos de uma semana depois, a Glovo recomeçou a operar de forma limitada em 20 cidades para prestar apoio e ajuda às pessoas afetadas pela guerra.
Na primeira semana de março, os correios na Ucrânia efectuaram 10 000 entregas através da plataforma Glovo. A empresa não registou quaisquer ganhos financeiros com os serviços na Ucrânia e todos os lucros foram para parceiros, ONGs e farmácias. A Glovo também criou "bolhas de apoio" na aplicação para as forças armadas ucranianas e fez um donativo à Cruz Vermelha, que presta assistência humanitária em toda a Ucrânia.
Desde o início da guerra, a empresa utilizou o Glovo Access para servir mais de 114.000 refeições sociais, poupar 54.000 kg de alimentos e permitir a doação de 1.300 refeições de beneficência a partir das Glovo Cook Rooms.

## Localizações
Em janeiro de 2019, a Glovo estava presente em 25 países:
- Andorra
- Arménia
- Bósnia e Herzegovina
- Bulgária
- Croácia
- Geórgia
- Gana
- Itália
- Costa do Marfim
- Cazaquistão
- Quénia
- Quirguistão
- Moldávia
- Montenegro
- Marrocos
- Nigéria
- Polónia
- Portugal
- Roménia
- Sérvia
- Eslovénia
- Espanha
- Tunísia
- Uganda
- Ucrânia

## Ligações Externas
- Sítio oficial

Predefinição:Online food ordering